# 馬庭良介
馬庭 良介（まにわ りょうすけ、1986年9月10日 - ）は、日本の俳優。奈良県出身。2013年4月から2019年8月の期間、えりオフィスに所属。身長182cm。足のサイズは27.5cm。愛称はマニ、マニー、マーニー。血液型はA型

## 来歴
学習院大学文学部英米文学科卒業。オーストラリア、アメリカに留学していた経験があり、実用英語技能検定1級を保有。
TOEICのスコアは910。アメリカ留学では現地の大学と演劇学校に通い、ハリウッドにある
Lee Strasberg Theatre and Film Instituteにて演技を学ぶ。
初の主演短編映画「I’m here」(藤田恭平監督)は、FOXムービープレミアム短編映画祭2014で優秀作品賞を受賞。

## 人物
- 中学・高校と陸上部に所属。種目はハードル走。
- 過去にカザフスタンへの渡航、北海道での農業経験、また築地の魚河岸で働いた経験がある。
- 元会社員。大手商社に勤務していたが、2013年に退社。
- 2013年4月より事務所（えりオフィス）に所属。2019年8月に同社を退所。

## 出演作品

### 映画
- Short film 『I'm here』（藤田恭平監督） 主演：カズ 役 ※FOXムービープレミアム 短編映画祭2014 優秀作品
- 『ラブ&ピース』（2015年6月27日公開、アスミック・エース） 甘野法水 役

### 舞台
- 「世田谷ナンバー」（2013年9月25日 - 30日、高田馬場ラビネスト） - 片山 役
- 「止むに止まれず!」（2013年10月30日 - 11月4日、上野ストアハウス） - 藤田芳郎 役
- 「DOWNTOWN-HOTEL 2013」（2013年12月20日 - 23日、千本桜ホール） - 速水光太郎 役
- 「SEVEN MEN SIX WOMEN」（2014年、千本桜ホール） - 藤井レンジ 役
- 舞台「弱虫ペダル」 - パズルライダー
  - 箱根学園篇〜野獣覚醒〜（2014年10月23日 - 26日、シアターBRAVA! / 10月30日 - 11月3日、六本木ブルーシアター）
  - インターハイ篇 The WINNER（2015年3月6日 - 15日、日本青年館 / 3月19日 - 22日、シアターBRAVA! / 3月26日 - 29日、キャナルシティ劇場）
- 「鬼切丸」（2015年1月24日 - 2月1日、あうるすぽっと） - 馬頭鬼 役
- 「針が指す空遥まで」（2015年、笹塚ファクトリー） - 有島純一郎 役
- 「東京喰種トーキョーグール」（2015年7月2日 - 8日、AiiA Theater Tokyo / 7月18日 - 20日、京都劇場） - 吉田カズオ 役
- 「東京未来予想」（2015年9月17日 - 20日、中野ザ・ポケット） - 森山日向 役
- DisGOONie Presents Vol.1「From Chester Copperpot」 （2015年11月14日 - 29日、東京芸術劇場 シアターウエスト）
  - 「The Tempest」 - マーキュリー 役
- 「Club SLAZY The 4th invitation〜TOPAZ〜」（2015年12月9日 - 20日、全労済ホール スペース・ゼロ / 12月25日 - 27日、ABCホール） - Headz 役
- 「Over Smile」（2016年2月10日 - 15日、新宿村LIVE） - シュフ 役
- ミュージカル「Dance with Devils」（2016年3月3日 - 13日、AiiA 2.5 Theater Tokyo） - カズラ役
- 「マジすか学園」 〜Lost In The SuperMarket〜（2016年7月25日 - 8月5日、赤坂ACTシアター）
- 野郎ども! 島が見えたぞ!（2016年、中野ザ・ポケット） - 船長キッドマン 役
- ASSH第21回公演・旗揚げ15周年記念興行　「SOUL FLOWER ver.2017」（2017年、新宿村LIVE） - アルベルト役
- 桜龍[2]（2017年、CBGK） - 利 役
- DisGOONie Presents Vol.4「From Three Sons of Mama Fratelli」[3][4]（2017年6月9日 - 18日、Zeppブルーシアター六本木/6月30日 - 7月2日、梅田芸術劇場シアター・ドラマシティ）
  - 「GOOD-BYE-JOURNEY」 - ラ・イール 役
  - 「SECOND CHILDREN」 - 空樹 役
- 「Waiting Room」（2017年、中野ザ・ポケット） - 伊賀 役
- 舞台「アンフェアな月」
  - 舞台「アンフェアな月」[5]（2018年、銀河劇場） - 坂下 役
  - 舞台「アンフェアな月」第2弾 ～刑事 雪平夏見シリーズ～「殺してもいい命」[6]（2019年6月21日 - 30日、サンシャイン劇場） - 影山隆太 役
- 舞台「THE STAGE ラッキードッグ1」- バクシー・クリステンセン 役
  - 舞台「THE STAGE ラッキードッグ1 first luck」[7]（2018年3月24日 - 30日、六行会ホール）
  - 舞台「THE STAGE ラッキードッグ1 first luck＋（再演）」[8]（2018年6月30日 - 7月8日、シアターサンモール）
  - 舞台「THE STAGE ラッキードッグ1 Break Through」[9]（2019年7月31日 - 8月4日、草月ホール）
- Askプロデュース～バッキャローシリーズ 第５弾～＜世界遺産シリーズ＞ - 車崎太郎 役
  - vol.21「山のバッキャロー！！」～富岡製糸場～ ＜前編＞（2018年9月5日 - 10日、シアターグリーンBIG TREE THEATER）
  - vol.22「雪のバッキャロー！！」～富岡製糸場～ ＜後編＞（2019年1月30日 - 2月4日、シアターグリーンBIG TREE THEATER）
- 音楽朗読劇「ヘブンズ・レコード　～青空篇～」（2018年10月10日 - 12日、有楽町よみうりホール/10月18日 - 21日、神戸新聞 松方ホール）島崎 役
- 歌劇派ステージ「ダメプリ」- ナレク親衛隊・ハディ 役
  - ダメ王子 VS 完璧王子（2018年12月1日 - 9日、AiiA 2.5 Theater Tokyo）
  - ダメ王子 VS 偽物王子[10]（2019年5月17日 - 23日、よみうり大手町ホール）
- もものくまさんproduce
  - BAR公演「CHAOS」（2019年2月27日 - 3月3日、BAR GARIGARI）
  - BAR公演「CHAOS(再演ノーカット版）」（2019年4月15日 - 4月21日、BAR GARIGARI）
- 劇メシBetsuBara.03 「 アヒルがウサギをつかまえました 」（2020年7月17日-7月19日、 PITCH CLUB）
- CONTE STAGE「煙突のある街」（2020年10月16日-10月18日、 しもきた空間リバティ）
- ぐりむの法則×一人芝居「うぶ声」男版（2020年10月30日-11月3日、新宿眼科画廊スペース地下）

### CM
- バイトルドットコム
- 三菱自動車
- NTV『行列のできる法律相談所』バファリンCM

### テレビ
- TBS『中居正広の金曜日のスマイルたちへ』 「気になる男〜安河内哲也」再現ドラマ出演及び英語指導
- WOWOW『恋の時価総額』
- TBS『ホテルコンシェルジュ』
- EX『まとめないで!!』 関西人でまとめないで編
- CX『フルタチさん』 山口百恵引退編（再現）
- CX『ネタパレ』（2018年11月）
- NHK『青天を衝け』（2021年） - 新選組隊士 役
- EX『愛しい嘘〜優しい闇〜』第2話（2022年1月21日）第5話（2022年2月11日） - 秋山洋一 役
- NHKスペシャル未解決事件 File.09 ドラマ『松本清張と帝銀事件』（2022年12月29日）- 新聞記者 役
- EX『バツイチ2人は未定な関係〜『ふつう』、やめます!編』（2023年1月4日）- 村瀬 役
- KTV、NEFLIX配信『インフォーマ』（2023年）- レギュラーSP 役
- EX『ケイジとケンジ、時々ハンジ。』第8話（2023年6月1日） - 「OKAZU-YA」の客 役
- NHK『光る君へ』（2024年） - 広盛 役

### ラジオ
- JFN『サタデードラマハウス～美男子劇場～』 第二十三弾「育ての伯父」 次男：次郎 役

### その他
- 「春夏秋冬ぴあ 2015-2016 日帰り遊びカタログ」 モデル
- 「日清カップヌードルミュージアム」 スチール
- 「日本経済新聞」 企業 PR・スチールモデル

### イベント
- KLEE FES『俳優×芸人＝どうなりますかライブ！？』vol.9（2018年7月29日、B-BOX）
- 『THE STAGE ラッキードッグ1 first luck』クリスマスウィーク!![11]（2018年12月14日 - 24日、シアターサンモール）
- RaBo produce vol.16 即興朗読会『Graduation Reading Party』（2019年3月9,10日、高円寺スタジオK）